# Omar Megeed
Omar Megeed (Hamburg, 19 augustus 2005) is een voetballer met zowel de Duitse als Egyptische nationaliteit die doorgaans als aanvallende middenvelder speelt. Hij maakte in 2022 zijn profdebuut voor Hamburger SV in de 2. Bundesliga. Hij staat nog altijd onder contract bij de Noord-Duitse club, maar komt voornamelijk uit voor het tweede elftal in de Regionalliga Nord.

## Clubloopbaan

### Jeugd
Megeed begon in 2012 met voetballen bij ESV Einigkeit Wilhelmsburg. Begin 2019 verruilde hij deze club voor FC Süderelbe, maar maakte enkele maanden later als 13-jarige de overstap naar de jeugdopleiding van Hamburger SV. Daar doorliep hij alle jeugdelftallen en maakte op 15 augustus 2021 zijn debuut voor de onder-17 in een met 3–1 gewonnen thuiswedstrijd tegen Energie Cottbus -17. In de 32e minuut scoorde hij ook zijn eerste doelpunt in deze leeftijdscategorie door de 2–0 te maken. Op 18 september 2021 debuteerde Megeed in de onder-19 tijdens de uitwedstrijd tegen Dynamo Dresden -19, waarin hij in de 74e minuut werd ingebracht door trainer Oliver Kirch. Tot aan de winterstop speelde hij voornamelijk in de onder-17, maar vanaf eind februari 2022 veroverde hij een vaste basisplaats in de onder-19. In het seizoen 2021/22 kwam hij tot 14 wedstrijden voor de onder-17, waarin hij zeven doelpunten maakte. Voor de onder-19 speelde hij dat seizoen in totaal zeven wedstrijden.
In het seizoen 2022/23 maakte Megeed de definitieve overstap naar de onder-19 van Hamburger SV. Na twee competitiewedstrijden raakte hij geblesseerd tijdens een training, waarbij hij een middenvoetsbeentje brak. Hierdoor stond hij bijna twee maanden aan de kant. Op 5 februari 2023 maakte hij na de winterstop zijn rentree in de basiself tijdens de thuiswedstrijd tegen Hannover 96 -19, waarin hij 69 minuten meespeelde. Megeed eindigde met de onder-19 op de derde plaats in de competitie, waarmee de ploeg zich plaatste voor de voorrondes van het kampioenschap. In de drie voorrondewedstrijden, waarin hij telkens in actie kwam, wist het team zich te kwalificeren voor het hoofdtoernooi. Vanwege een blessure moest Megeed de wedstrijden in het hoofdtoernooi aan zich voorbij laten gaan. In het seizoen 2024/25 maakte hij de overstap naar de senioren. 

### Hamburger SV
Tijdens de voorbereiding op het seizoen 2022/23 werd Megeed als A-junior toegevoegd aan de selectie van het eerste elftal van Hamburger SV. Als 16-jarige nam hij deel aan het trainingskamp en maakte zijn officieuze debuut in de wedstrijd tegen Hajduk Split.. Hij speelde daarnaast ook mee in de oefenwedstrijd tegen Aris Thessalonki. Zijn optredens maakte indruk op trainer Tim Walter, die hem opnam in de wedstrijdselectie voor de eerste ronde van de DFB-Pokal op 30 juli 2022 tegen SpVgg Bayreuth. In die wedstrijd, die met 1–3 werd gewonnen, bleef hij echter op de bank. Op 13 augustus 2022 maakte Megeed zijn competitiedebuut in de 2. Bundesliga tijdens de uitwedstrijd tegen Arminia Bielefeld. Hij viel in de 89e minuut in voor Robert Glatzel. Met 16 jaar en 359 dagen werd hij daarmee de jongste debutant ooit voor Hamburger SV, een record dat hij overnam van Josha Vagnoman. Kort na zijn debuut liep hij echter een middenvoetsbreuk op, waardoor hij de rest van het seizoen niet meer in actie kwam voor het eerste elftal.
In de voorbereiding op het seizoen 2023/24 werd Megeed opnieuw toegevoegd aan de selectie van het eerste elftal van Hamburger SV. Hij speelde mee in oefenwedstrijden tegen onder meer FC Verden en FC Viktoria Pilsen. Een vaste plek wist hij echter niet te veroveren, waardoor hij bij aanvang van het seizoen plaatsnam op de reservebank. Zijn enige optreden dat seizoen in het eerste elftal volgde op zijn verjaardag, tijdens de met 3–0 gewonnen thuiswedstrijd tegen Hertha BSC. In de 91e minuut verving hij Robert Glatzel. In de rest van het seizoen zat hij nog meerdere keren als wisselspeler op de bank, maar kwam hij niet meer in actie voor het eerste elftal. Megeed speelde zijn wedstrijden voornamelijk voor HSV II in de Regionalliga Nord. Op 26 augustus 2023 maakte hij daarin zijn eerste officiële doelpunt bij de senioren, tijdens een met 3–1 gewonnen thuiswedstrijd tegen Bremer SV.
In het seizoen 2024/25 brak Megeed door bij het tweede elftal van Hamburger SV. Na een moeizame seizoensstart, waarin hij voornamelijk als wisselspeler fungeerde, veroverde hij in oktober een vaste plek op het middenveld onder trainer Loïc Favé. Hij kwam uiteindelijk tot 24 basisplaatsen in de Regionalliga Nord, waarin HSV II als achtste eindigde. Megeed maakte dit seizoen geen deel uit van de wedstrijdselectie van het eerste elftal, maar kwam wel in actie tijdens enkele oefenwedstrijden en behoorde in de winterstop tot de selectie voor het trainingskamp in Belek. Aan het einde van het seizoen werd zijn contract met onbekende looptijd verlengd.

## Clubstatistieken
| Seizoen                    | Club            | Competitie        | Competitie | Competitie | Beker | Beker | Internationaal | Internationaal | Overig | Overig | Totaal | Totaal |
| Seizoen                    | Club            | Competitie        | Wed.       | Dlp.       | Wed.  | Dlp.  | Wed.           | Dlp.           | Wed.   | Dlp.   | Wed.   | Dlp.   |
| -------------------------- | --------------- | ----------------- | ---------- | ---------- | ----- | ----- | -------------- | -------------- | ------ | ------ | ------ | ------ |
| 2022/23                    | Hamburger SV II | Regionalliga Nord | 3          | 0          | –     | –     | –              | –              | –      | –      | 3      | 0      |
| 2022/23                    | Hamburger SV    | 2. Bundesliga     | 1          | 0          | –     | –     | –              | –              | –      | –      | 1      | 0      |
| 2023/24                    | Hamburger SV II | Regionalliga Nord | 9          | 2          | –     | –     | –              | –              | –      | –      | 9      | 2      |
| 2023/24                    | Hamburger SV    | 2. Bundesliga     | 1          | 0          | –     | –     | –              | –              | –      | –      | 1      | 0      |
| 2024/25                    | Hamburger SV II | Regionalliga Nord | 30         | 1          | –     | –     | –              | –              | –      | –      | 30     | 1      |
| Carrière totaal            | Carrière totaal | Carrière totaal   | 44 *       | 3          | –     | –     | –              | –              | –      | –      | 44     | 3      |
| Bijgewerkt tot 8 juni 2025 |                 |                   |            |            |       |       |                |                |        |        |        |        |

* Als A-junior kwam Megeed in zowel het seizoen 2022/23 als 2023/24 in actie voor zowel het eerste elftal als het tweede elftal van Hamburger SV. 

## Interlandloopbaan
Van 20 tot en met 29 maart 2023 organiseerde de Egyptische voetbalbond een trainingskamp voor jeugdspelers die in Europa actief zijn. Megeed werd hiervoor opgeroepen door bondscoach Mahmoud Gaber. Tijdens het kamp speelde Egypte -20 twee oefenwedstrijden tegen de leeftijdsgenoten van Slovenië. In het eerste duel kwam Megeed in de 89e minuut als invaller in het veld, terwijl hij in de tweede wedstrijd in de 78e minuut werd ingebracht.
| Jeugdinterlands van Omar Megeed voor Egypte | Jeugdinterlands van Omar Megeed voor Egypte | Jeugdinterlands van Omar Megeed voor Egypte | Jeugdinterlands van Omar Megeed voor Egypte | Jeugdinterlands van Omar Megeed voor Egypte | Jeugdinterlands van Omar Megeed voor Egypte |
| №                                           | Datum                                       | Wedstrijd                                   | Uitslag                                     | Soort Wedstrijd                             | Doelpunten                                  |
| Als speler bij Onder-20                     | Als speler bij Onder-20                     | Als speler bij Onder-20                     | Als speler bij Onder-20                     | Als speler bij Onder-20                     | Als speler bij Onder-20                     |
| ------------------------------------------- | ------------------------------------------- | ------------------------------------------- | ------------------------------------------- | ------------------------------------------- | ------------------------------------------- |
| 1.                                          | 24 maart 2023                               | Egypte – Slovenië                           | 0 – 1                                       | Vriendschappelijk                           | 0                                           |
| 2.                                          | 28 maart 2023                               | Egypte – Slovenië                           | 2 – 2                                       | Vriendschappelijk                           | 0                                           |
| Bijgewerkt tot 15 december 2023             |                                             |                                             |                                             |                                             |                                             |

## Persoonlijk
Megeed werd geboren in Hamburg als zoon van Egyptische ouders.